# 広島国際アニメーションフェスティバル
広島国際アニメーションフェスティバル（ひろしまこくさいアニメーションフェスティバル 英：International Animation Festival Hiroshima）は1985年から2020年まで日本の広島市で隔年で8月に開催された、短編アニメーションを専門に扱う国際映画祭。国際アニメーションフィルム協会（ASIFA）、映画芸術科学アカデミー公認であった。
広島市は2020年の第18回を最後に終了することを発表し、後継として2022年8月に「ひろしま国際平和文化祭」と、そのメイン事業の「ひろしまアニメーションシーズン」を開催した。なお国際アニメーションフィルム協会（ASIFA）は「ひろしま国際平和文化祭」を後継とは認めていない。

## 概要
広島国際アニメーションフェスティバルは、主催は広島国際アニメーションフェスティバル実行委員会、広島市、広島市文化財団、共催は国際アニメーションフィルム協会日本支部（ASIFA-Japan）。アヌシー、オタワ、ザグレブと並ぶ世界4大アニメーションフェスティバルの一つで、国際アニメーションフィルム協会(ASIFA)公認フェスティバルであった。なお、世界四大アニメーションフェスティバルの中でASIFA公認（ASIFA Endorsement）を継続してきたのは広島のみであり、他はASIFAパートナーシップ映画祭（ASIFA Partnership Festival）である。 ASIFA Endorsement を得るためには、「ASIFA公認国際映画祭規約」が定める厳格な基準を満たした映画祭運営が求められる。この規約は、コンペティションの審査方法や特別プログラムに関する基準のほか、作家や関係者等の招待、広報、著作権保護、表現の自由の保障等が定められている。
第1回は1985年に被爆40周年を記念して開催された。テーマは第1回より「愛と平和」で、このテーマに最もふさわしい作品に与えられる「ヒロシマ賞」を「グランプリ」と並ぶものとしており、また「平和のためのアニメーション」プログラムを毎回組んでいる。。フェスティバルのディレクター（総指揮、総監督）は大会開催にも尽力した木下小夜子。
第2回は2年後の1987年、第3回は3年後の1990年と開催間隔が一定しなかったが、第4回以降は2年ごとの開催が定着した。
コンペティション、上映会、ワークショップ、エデュケーショナルフィルムマーケットなどが開かれる総合的な映画祭であった。主要な賞はグランプリとヒロシマ賞。受賞作品に『おんぼろフィルム』（第一回グランプリ:手塚治虫）、『木を植えた男』（第二回グランプリ:フレデリック・バック）、『頭山』（第十回グランプリ:山村浩二）、『カフカ 田舎医者』（第十二回グランプリ:山村浩二）など。原爆投下都市広島で開かれることからアニメーションを通じての国際的相互理解と世界の恒久平和を訴え、日本で世界の優れたアニメーションが見られる貴重な機会であった。
会場は第1回は広島市公会堂、2,3回は広島厚生年金会館が使用された後、第4回以降はアステールプラザで開催されたが、2020年の第18回は新型コロナウィルス対応のため開催方式を変更・縮小し、中心となるコンペティションはオンラインで開催し、上映・ブース・ワークショップ等は中止となった。
2020年8月、広島市の方針により次回2022年より従来の短編アニメーション中心を見直して、音楽とメディア芸術が柱の「総合文化芸術イベント」への一新が報道され、国際アニメーションフィルム協会（ASIFA）の共催・公認は無くなり、2021年3月の「ひろしま国際平和文化祭」の基本計画案では、公開審査は環太平洋地域の作品に限定とされた。

## プログラム
コンペティション部門 (Competition)
応募された作品を対象に、国際審査委員・国際選考委員が審査。各賞を授与した。
2018年度の応募作品数は、世界88ヵ国と地域より計2842作品。
- グランプリ
- ヒロシマ賞
- デビュー賞
- 木下蓮三賞
- 観客賞
- 国際審査委員特別賞
- 優秀賞

ベスト・オブ・ザ・ワールド (Best of the World)
近年公開の上映作の中で優れた作品を上映。
学生優秀作品特集 (Stars of Students)
学生が制作した作品を対象に特集。
平和のためのアニメーション (Animation for Peac)
平和をテーマとする優れた作品を上映。
アニメーション・フロム・ザ・ワールド (Animation from the World)
世界のインスピレーション溢れる短編作品を紹介。
子どものためのアニメーション (Animation for Children)
児童向けに制作されたアニメーションを上映。
世界の子供たちが作るアニメーション (Animation made by Children of the World)
世界中の子どもたちが制作した作品を上映。

## 21世紀の開催
第 9回：2002年 8月22日 - 26日
第10回：2004年 8月19日 - 23日
第11回：2006年 8月24日 - 28日
第12回：2008年 8月7日 - 11日
第13回：2010年 8月7日 - 11日
第14回：2012年 8月23日 - 27日
第15回：2014年 8月21日 - 25日
第16回：2016年 8月18日 - 22日
第17回：2018年 8月23日 - 27日
第18回：2020年 8月20日 - 24日

## グランプリ受賞作品
| 開催年 | 題名                                                            | 監督                                          | 製作国         |
| ------ | --------------------------------------------------------------- | --------------------------------------------- | -------------- |
| 1985年 | おんぼろフィルム                                                | 手塚治虫                                      | 日本           |
| 1987年 | 木を植えた男 L'homme qui plantait des arbres                    | フレデリック・バック                          | カナダ         |
| 1990年 | 雌牛 Korova                                                     | アレクサンドル・ペトロフ                      | ソビエト連邦   |
| 1992年 | サンドマン The Sandman                                          | ポール・ベリー                                | イギリス       |
| 1994年 | 大いなる河の流れ Le fleuve aux grandes eaux                     | フレデリック・バック                          | カナダ         |
| 1996年 | 反復 Repete                                                     | ミハエラ・パヴラートヴァー                    | チェコ         |
| 1998年 | 老婦人とハト La vieille dame et les pigeons                     | シルヴァン・ショメ                            | フランス       |
| 2000年 | ある一日のはじまり When the Day Breaks                          | ウェンディー・ティルビー アマンダ・フォービス | カナダ         |
| 2002年 | 岸辺のふたり Father and Daughter                                | マイケル・デュドク・ドゥ・ヴィット            | オランダ       |
| 2004年 | 頭山                                                            | 山村浩二                                      | 日本           |
| 2006年 | ミルク Milch                                                    | イーゴリ・コヴァリョフ                        | アメリカ合衆国 |
| 2008年 | カフカ 田舎医者                                                 | 山村浩二                                      | 日本           |
| 2010年 | アングリーマン Sinna Mann                                       | アニータ・キリ                                | ノルウェー     |
| 2012年 | ネコを埋葬するネズミを見た I Saw Mice Burying a Cat             | ドミトリー・ゲラー                            | ロシア         |
| 2014年 | ザ・ビガー・ピクチャー The Bigger Picture                       | デイジー・ジェイコブス                        | イギリス       |
| 2016年 | 空き部屋 The Empty                                              | ダヒ・チョン                                  | 韓国           |
| 2018年 | ザ ブリスフル アクシデンタル デス The Blissful Accidental Death | セルジウ・ネグリチ                            | ルーマニア     |
| 2020年 | ドーター Daughter / Dcera                                       | ダリア・カスチエヴァ                          | チェコ         |